# 许亨植

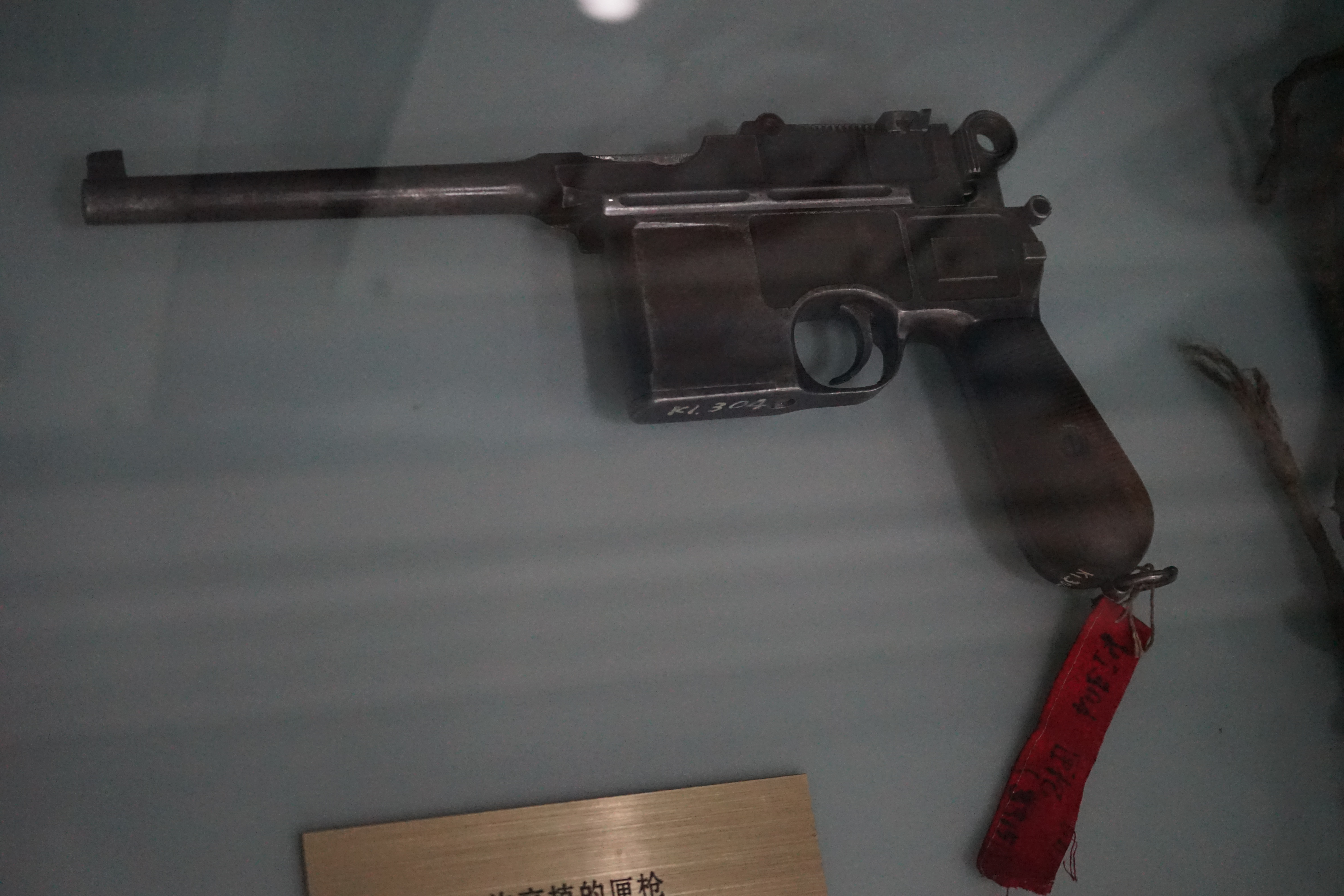
许亨植用过的手枪

许亨植（1909年—1942年8月3日），原名许克，别名李熙山、李三龙，朝鲜族，东北抗日联军将领，1930年加入中国共产党，1936年后历任抗日联军三军第三师、一师政治部主任、第九军政治部主任、三军三师师长、三军军长、抗联第三路军总参谋长，2014年9月入选首批著名抗日英烈、英雄群体名录 。

## 早期
1909年，许亨植出生于朝鲜庆尚北道善山郡一个爱国志士家庭。他的父亲许苾曾参加反日义兵运动，后于1913年举家流亡满洲，1923年定居奉天省开原县。1929年春，许亨植前往吉林省宾县（今黑龙江省宾县）参加革命活动，1930年加入中国共产党。同年5月1日，他与李启东一起参与指挥了中共满洲省委组织的哈尔滨五一反日游行。他在游行期间被哈尔滨军警逮捕，后又被以“共党嫌疑犯”之罪押往沈阳监狱，直至1931年九一八事变后被中共营救出狱。:109

## 抗日游击队时期
1931年12月，许亨植出狱后返回宾县担任中共宾县特支委员。他与中共宾县特支书记金策一起组建农民反日会和自卫队，鼓励青年参加义勇军。次年2月，日军占领哈尔滨后开始进攻宾县的义勇军，许亨植全力支持义勇军的斗争。1933年，他被派往通河、汤原从事组建抗日游击队的工作，后又被派往珠河县铁北黑龙宫发动群众组织抗日游击队，为赵尚志在珠河县铁道南成立的珠河反日游击队向铁道北发展做准备。:110
日军攻打铁道北后，中共黑龙宫党支部书记王鸿生变节投降，准备将游击队的十几支枪缴给日军。反日山林队的张有才也准备将为游击队制作的军服连同缝纫机一同作缴功请赏。发现内奸后，许亨植与铁道南游击队联合出击，将两名叛徒逮捕。1934年6月29日，珠河游击队与部分义勇军和反日山林队合并成立东北反日游击队哈东支队。赵尚志和李兆麟分别任司令和政委，许亨植任第三大队政治指导员，同年秋又被任命为第一大队长。他带领游击队在珠河铁道北打击日军和伪军，创建根据地，使铁道北地区发展成为哈东支队可靠的后方基地。:264-265:111-112

## 抗联时期
1935年1月28日，哈东支队吸收地方义勇军改编为东北人民革命军第三军，赵尚志任军长，许亨植任二团团长。三军成立不久，日伪军对珠河根据地开始了“春季大讨伐”，许亨植带领二团联合义勇军成功粉碎日伪军将游击队消灭在根据地的企图。同年6月，日伪军以更大的规模再次前来“讨伐”，由于双方兵力相差悬殊，二团损失惨重。9月，中共珠河中心县委决定将三军主力部队转移至汤原。三军二、三团留守珠河游击区，许亨植调任三团政治部主任。他带领部队声东击西，取得一次次的胜利，不断壮大队伍。1936年初，三团扩编成第三师，许亨植任第三师政治部主任。此后，五常、舒兰地区，汪亚臣领导的“双龙”队和“创江南”反日义勇军队主动靠拢三师，并组建反日联合军道南指挥部，统一作战，使五常、珠河交界地区发展成为三军后方留守处。汪亚臣的队伍后被改编成人民革命第八军。:265
1936年9月18日，珠河、汤原中心县委与和抗联三、六军党委召开联席会议，成立北满临时省委，许亨植被选为执行委员，并调任三军一师政治部主任。1937年6月，他被调任抗联第九军政治部主任，以便整顿这支由李华堂东北军转编的队伍。1937年冬，日军将三江省作为“治安肃正”重点地区，发动6万兵力开始为期3年的“大讨伐”。由于赵尚志赴苏后一直未归，三军伤亡惨重，次年缩编成四个师。许亨植率九军二师和三军一师部分队伍奉命从依兰远征到海伦地区，期间整合部队成立新编三军三师任师长。1939年4月，北满省委将抗联三、六、九、十一军改编为抗联第三路军，许亨植任总参谋长，并兼任赴苏长期未归的赵尚志第三军军长之职，1940年又兼任三路军12支队政委。:167-168
1941年苏德战争爆发，日军向中国东北地区急剧增兵，关东军兵力由40万猛增到76万。面对严峻的形势，许亨植奉命将自己领导的第六、十二支队160名战士送往苏联整训，只留下两支小部队留守。1942年8月3日，许亨植与2名战士在庆城县（今庆安县）青峰岭遭日伪军围攻，因寡不敌众牺牲。:168:267-268

## 纪念
- 许亨植牺牲地黑龙江省绥化市庆安县大罗镇东山村立有“许亨植牺牲地”纪念碑，1998年10月被庆安县政府指定为爱国主义教育基地。[7]